# Paranomada californica
Paranomada californica là một loài Hymenoptera trong họ Apidae. Loài này được Linsley mô tả khoa học năm 1945.